# William J. Casey
William Joseph Casey (13. března 1913 – 6. května 1987) byl americký politik.
V letech 1971–1973 byl předsedou Komise pro kontrolu cenných papírů. V období od 2. února 1973 do 14. března 1974 byl státním podsekretářem pro ekonomické záležitosti a od 28. ledna 1981 do 29. ledna 1987 ředitelem Ústředního zpravodajství; v této funkci dohlížel na zpravodajské agentury ve Spojených státech a osobně řídil CIA.